# Gare de Monnaie
La gare de Monnaie est une gare ferroviaire française de la ligne de Brétigny à La Membrolle-sur-Choisille, située sur le territoire de la commune de Monnaie, dans le département d'Indre-et-Loire, en région Centre-Val de Loire.
Elle est mise en service en 1867 par la Compagnie du chemin de fer de Paris à Orléans (PO). C'est aujourd'hui une halte ferroviaire de la Société nationale des chemins de fer français (SNCF), desservie par des trains TER Centre-Val de Loire circulant entre les gares de Tours et Châteaudun ou Paris-Austerlitz.

## Situation ferroviaire
Établie à 161 m d'altitude, la gare de Monnaie est située au point kilométrique (PK) 219,795 de la ligne de Brétigny à La Membrolle-sur-Choisille, entre les gares ouvertes de Château-Renault et Notre-Dame-d'Oé.

## Histoire
La Compagnie du chemin de fer de Paris à Orléans (PO) ouvre au service le 5 août 1867 la dernière section, entre Vendôme et Tours, de sa ligne de Paris à Tours. À cette occasion elle met en service la station intermédiaire de « Monnaie ».

## Service des voyageurs

### Accueil
Halte SNCF, c'est un point d'arrêt non géré (PANG) à entrée libre.

### Dessertes
Monnaie est desservie par des trains du réseau TER Centre-Val de Loire (lignes Tours - Châteaudun et Tours - Vendôme - Paris).